# Sphaeromorphaea australis
Sphaeromorphaea australis là một loài thực vật có hoa trong họ Cúc. Loài này được (Less.) Kitam. miêu tả khoa học đầu tiên năm 1936.